# Kuzmice, Topoľčany
Kuzmice este o comună slovacă, aflată în districtul Topoľčany din regiunea Nitra. Localitatea se află la altitudinea de 194 m deasupra n.m., se întinde pe o suprafață de 8,2 km2 și în 2017 număra 703 locuitori.

## Istoric
Localitatea Kuzmice este atestată documentar din 1390.

## Demografie
| An:                | 1994 | 2004 | 2014   | 2024    |
| ------------------ | ---- | ---- | ------ | ------- |
| Număr de persoane: | 0    | 675  | 674    | 770     |
| Diferență:         |      | –    | −0,14% | +14,24% |

| An:                | 2023 | 2024   |
| ------------------ | ---- | ------ |
| Număr de persoane: | 757  | 770    |
| Diferență:         |      | +1,71% |